# Volta a Dinamarca 2014

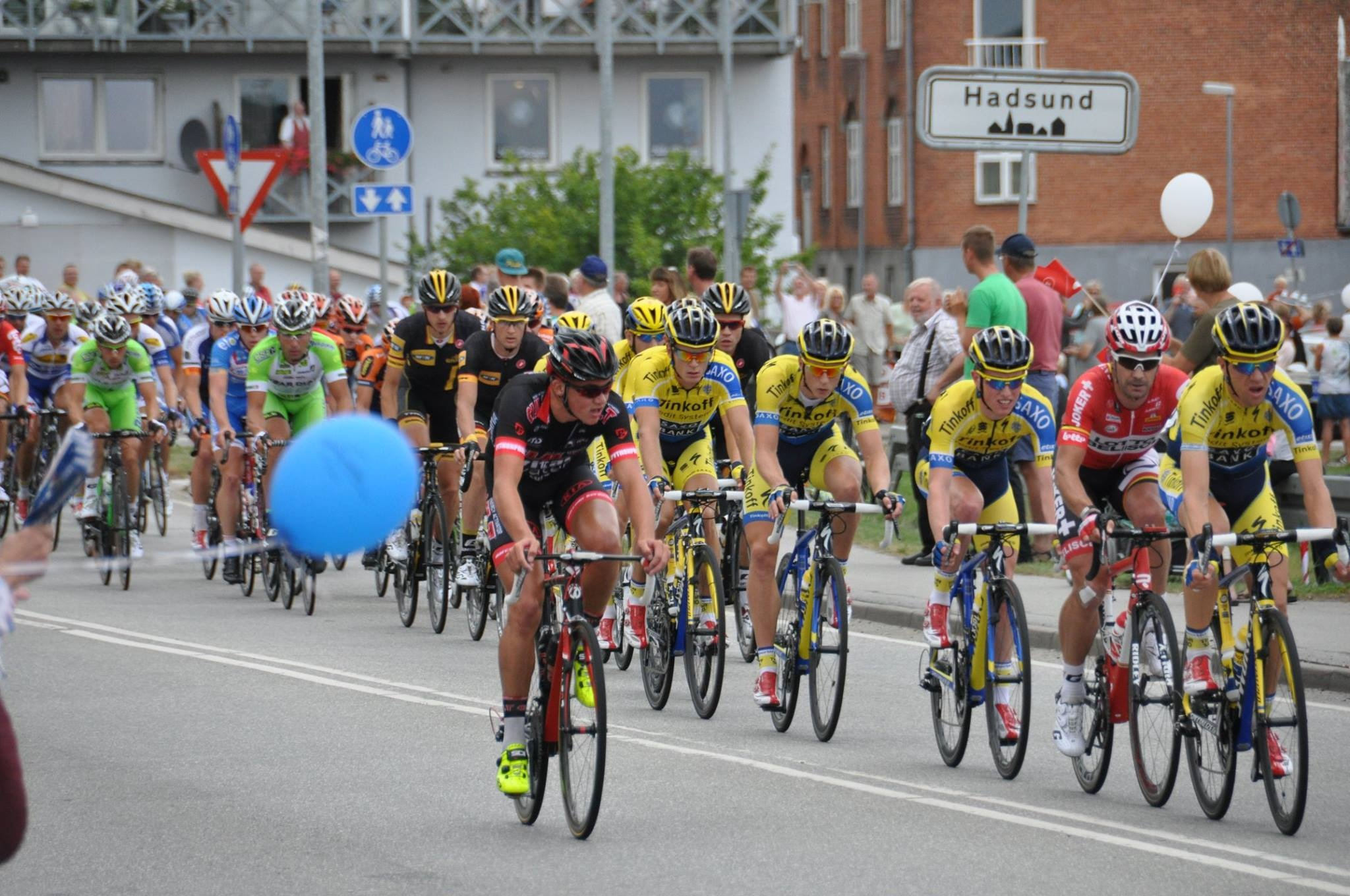
Post Danmark Rundt 2014 a Hadsund.

La Volta a Dinamarca 2014, 24a edició de la Volta a Dinamarca, es disputà entre el 6 i el 10 d'agost de 2014 sobre un recorregut de 818 km repartits entre cinc etapes, una d'elles dividida en dos sectors. La cursa formava part del calendari de l'UCI Europa Tour 2014, amb una categoria 2.HC.
El vencedor final fou el danès Michael Valgren (Team Tinkoff-Saxo), que es vestí de groc en la darrera etapa i que també guanyà la classificació dels joves. Rere seu finalitzaren el també danès Lars Ytting Bak (Lotto-Belisol) i l'italià Manuele Boaro (Team Tinkoff-Saxo), líder fins a la darrera etapa. En les altres classificacions Aleksei Lutsenko (Astana Qazaqstan Team) guanyà la dels punts, John Murphy (Unitedhealthcare) la de la muntanya i el Team Tinkoff-Saxo la dels equips.

## Equips
L'organització convidà a prendre part en la cursa a tres equips World Tour, set equips continentals professionals, tres equips continentals i un equip nacional:
- equips World Tour: Astana Qazaqstan Team, Lotto-Belisol, Team Tinkoff-Saxo
- equips continentals professionals: Bardiani CSF, MTN Qhubeka, NetApp-Endura, Novo Nordisk, Topsport Vlaanderen-Baloise, Unitedhealthcare, Wanty-Groupe Gobert
- equips continentals: Cult Energy Vital Water, Riwal Platform, Trefor-Blue Water
- equips nacionals: Post Danmark

## Etapes
| Etapa | Data       | Recorregut                 |                           | Km  | Vencedor d'etapa          | Líder de la general       | Ref.  |
| ----- | ---------- | -------------------------- | ------------------------- | --- | ------------------------- | ------------------------- | ----- |
| 1a    | 6 d'agost  | Hobro - Mariager           | Etapa plana               | 157 | Magnus Cort Nielsen (DEN) | Magnus Cort Nielsen (DEN) | [ 1 ] |
| 2a    | 7 d'agost  | Skive - Aarhus             | Etapa accidentada         | 195 | Andrea Guardini (ITA)     | Magnus Cort Nielsen (DEN) | [ 2 ] |
| 3a    | 8 d'agost  | Skanderborg - Vejle        | Etapa plana               | 176 | Manuele Boaro (ITA)       | Manuele Boaro (ITA)       | [ 3 ] |
| 4a A  | 9 d'agost  | Nyborg - Odense            | Etapa plana               | 100 | Andrea Guardini (ITA)     | Manuele Boaro (ITA)       | [ 4 ] |
| 4a B  | 9 d'agost  | Middelfart - Middelfart    | Contrarellotge individual | 15  | Aleksei Lutsenko (KAZ)    | Manuele Boaro (ITA)       | [ 5 ] |
| 5a    | 10 d'agost | Kalundborg - Frederiksberg | Etapa accidentada         | 175 | Nicola Boem (ITA)         | Michael Valgren (DEN)     | [ 6 ] |

## Classificació final
|    | Ciclista                      | Equip                       | Temps       |
| -- | ----------------------------- | --------------------------- | ----------- |
| 1  | Michael Valgren (DEN)         | Team Tinkoff-Saxo           | 18h 52' 22" |
| 2  | Lars Ytting Bak (DEN)         | Lotto-Belisol               | + 15"       |
| 3  | Manuele Boaro (ITA)           | Team Tinkoff-Saxo           | + 17"       |
| 4  | Aleksei Lutsenko (KAZ)        | Astana Qazaqstan Team       | + 21"       |
| 5  | Christopher Juul Jensen (DEN) | Team Tinkoff-Saxo           | + 30"       |
| 6  | Sean De Bie (BEL)             | Lotto-Belisol               | + 31"       |
| 7  | Jelle Wallays (BEL)           | Topsport Vlaanderen-Baloise | + 35"       |
| 8  | Valerio Agnoli (ITA)          | Astana Qazaqstan Team       | + 40"       |
| 9  | Troels Vinther (DEN)          | Cult Energy Vital Water     | + 56"       |
| 10 | Tiesj Benoot (BEL)            | Lotto-Belisol               | + 1' 10"    |

## Evolució de les classificacions
| Etapa                  | Vencedor               | Classificació general | Classificació per punts | Classificació de la muntanya | Classificació dels joves | Classificació per equips    | Combativitat            |
| ---------------------- | ---------------------- | --------------------- | ----------------------- | ---------------------------- | ------------------------ | --------------------------- | ----------------------- |
| 1                      | Magnus Cort Nielsen    | Magnus Cort Nielsen   | Magnus Cort Nielsen     | John Murphy                  | Magnus Cort Nielsen      | Topsport Vlaanderen-Baloise | John Murphy             |
| 2                      | Andrea Guardini        | Magnus Cort Nielsen   | Tom Van Asbroeck        | John Murphy                  | Magnus Cort Nielsen      | Topsport Vlaanderen-Baloise | Kenny De Ketele         |
| 3                      | Manuele Boaro          | Manuele Boaro         | Matti Breschel          | John Murphy                  | Tiesj Benoot             | Team Tinkoff-Saxo           | Kasper Klostergaard     |
| 4                      | Andrea Guardini        | Manuele Boaro         | Tom Van Asbroeck        | John Murphy                  | Tiesj Benoot             | Team Tinkoff-Saxo           | Christopher Williams    |
| 5                      | Aleksei Lutsenko       | Manuele Boaro         | Tom Van Asbroeck        | John Murphy                  | Aleksei Lutsenko         | Team Tinkoff-Saxo           | no entregat             |
| 6                      | Nicola Boem            | Michael Valgren       | Aleksei Lutsenko        | John Murphy                  | Michael Valgren          | Team Tinkoff-Saxo           | Lars Ytting Bak         |
| Classificacions finals | Classificacions finals | Michael Valgren       | Aleksei Lutsenko        | John Murphy                  | Michael Valgren          | Team Tinkoff-Saxo           | Rasmus Christian Quaade |